# Данилло, Станислав Никодимович
Станислав Никодимович Данилло (17 октября 1849, Архангельск — 5 октября] 1897, Санкт-Петербург) — русский психиатр, невролог, токсиколог.

## Биография
Сын выходца из Жмуди поляка Никодима Даниллы, который в 1842 году кандидатом окончил словесное отделение философского университета Санкт-Петербургского университета и получил потомственное дворянство Ковенской губернии; мать — гречанка Элиза Алтаб.
Окончил Ларинскую гимназию в Санкт-Петербурге в 1865 году, затем учился на физико—математическом факультете Санкт-Петербургского университета. С 1868 года продолжил обучение в Медико-хирургической академии, и в 1874 году получил диплом по медицине с отличием.
Был приват-доцентом военно-медицинской академии. В 1881 году получил степень доктора медицины за диссертацию «К патологической анатомии спинного мозга при отравлении фосфором».
Состоял директором Смольного приюта для душевных и нервных больных и консультантом Александровского, Семеновского военного и Благовещенского офицерского госпиталей.
Специализировался в области психиатрии у И. М. Балинского и И. А. Мержеевского. Опубликовал в русских и французских периодических изданиях и напечатал отдельно более 65 специальных медицинских работ области психиатрии, касающихся, в частности, алкоголизма, гипноза, эпилепсии.
Умер 5 октября 1897 года. Похоронен на Выборгском римско-католическом кладбище в Санкт-Петербурге.

## Избранные труды
- О влиянии некоторых ядов (спирт, опий, гашиш) на сознание у человека . Санкт-Петербург, 1894.
- О роли врачей в деле борьбы с алкоголизмом. Санкт-Петербург, 1897.
- Essai exp érimental de la localisation des symptomes du dé lira toxique chez le chien («Arch. de physiol.», 1882 и в «Comp. rendu de l’Acd. d. seien.»)
- Reflexom ètre pour les refléxes tendieux avec signal é lectrique